# Struktury dyssypatywne
Struktura dyssypatywna – jedno z podstawowych pojęć termodynamiki układów nierównowagowych. Są to dalekie od stanu równowagi stabilne stany stacjonarne, których powstaniu towarzyszy wzrost uporządkowania. Do utrzymania tych struktur (stanów) niezbędna jest ciągła nieodwracalna wymiana energii z otoczeniem. Taka wymiana prowadzi do dyssypacji. Pojęcie struktur dyssypatywnych wiąże się z pojęciem samoorganizacji.
Teorię struktur dyssypatywnych zainicjował belgijski fizyk i fizykochemik pochodzenia rosyjskiego, Ilya Prigogine.